# Étalondes
Étalondes ist eine französische Gemeinde mit 1.071 Einwohnern (Stand: 1. Januar 2022) im Département Seine-Maritime in der Region Normandie. Sie gehört zum Arrondissement Dieppe und zum Kanton  Eu. Die Einwohner werden Étalondais genannt.

## Geographie
Étalondes liegt etwa 24 Kilometer nordöstlich von Dieppe. Umgeben wird Étalondes von den Nachbargemeinden Le Tréport im Norden, Eu im Osten, Saint-Rémy-Boscrocourt im Süden sowie Flocques im Westen.

## Bevölkerungsentwicklung
| Jahr                      | 1962 | 1968 | 1975 | 1982 | 1990 | 1999 | 2006 | 2013 |
| Einwohner                 | 461  | 499  | 642  | 787  | 917  | 1030 | 1133 | 1106 |
| Quelle: Cassini und INSEE |      |      |      |      |      |      |      |      |

## Sehenswürdigkeiten

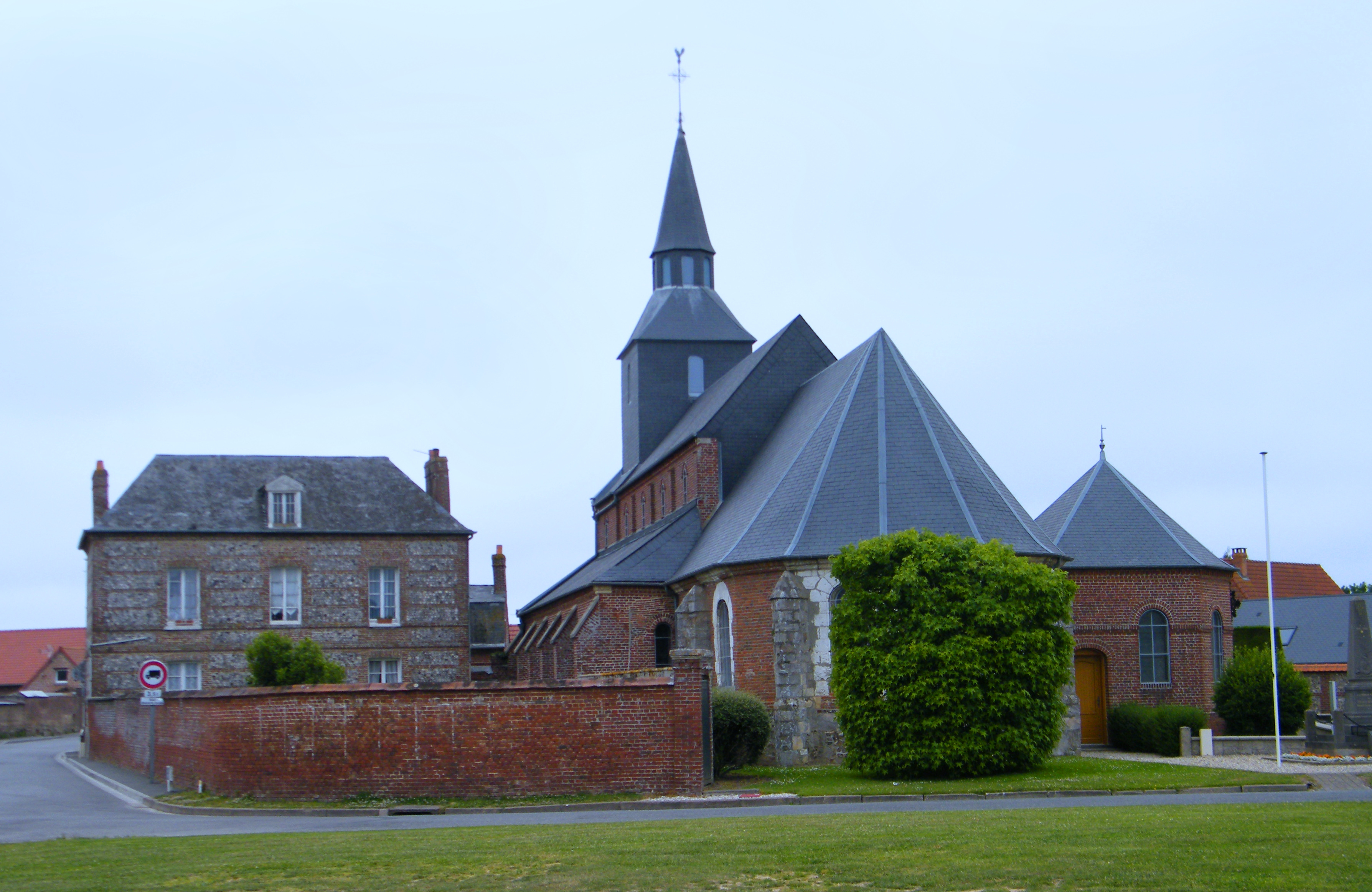
Kirche Notre-Dame

- Kirche Notre-Dame